# Mustang Ridge, Texas
Mustang Ridge là một thành phố thuộc quận Travis, tiểu bang Texas, Hoa Kỳ. Năm 2010, dân số của xã này là 861 người.

## Dân số
- Dân số năm 2000: 785 người.
- Dân số năm 2010: 861 người.